# Anagaksik Island
Anagaksik Island  ist eine kleine unbewohnte Insel der Andreanof Islands, die zu den Aleuten gehören. 
Die  1,6 km lange Insel liegt 6,4 km östlich von Umak Island entfernt.
Das Eiland wurde erstmals 1852 von Michail Tebenkow als Ostrov Anagaksik in den Seekarten verzeichnet. 